# Çaltıkoru, Hakkâri
Çaltıkoru là một xã thuộc thành phố Hakkâri, tỉnh Hakkâri, Thổ Nhĩ Kỳ. Dân số thời điểm năm 2011 là 53 người.